# Amorphinopsis kempi
Amorphinopsis kempi är en svampdjursart som beskrevs av Kumar 1925. Amorphinopsis kempi ingår i släktet Amorphinopsis och familjen Halichondriidae. Inga underarter finns listade i Catalogue of Life.